# الساقيةأولاد علي (آيت مخلد)
الساقية أولاد علي هو دُوَّار يقع بجماعة زراردة، إقليم تازة، جهة فاس مكناس في المملكة المغربية. ينتمي الدوّار لمشيخة آيت مخلد التي تضم 9 دواوير. يقدر عدد سكانه بـ 6 نسمة حسب الإحصاء الرسمي للسكان والسكنى لسنة 2004.

## روابط خارجية
- البوابة الوطنية للجماعات الترابية
- المندوبية السامية للتخطيط